# کیرگ الکاک
کیرگ الکاک (انگلیسی: Craig Alcock؛ زادهٔ ۸ دسامبر ۱۹۸۷) یک بازیکن فوتبال اهل بریتانیا است.
از باشگاه‌هایی که در آن بازی کرده‌است می‌توان به باشگاه فوتبال پیتربورو یونایتد، باشگاه فوتبال تیورتون تاون، باشگاه فوتبال یئوویل تاون، و باشگاه فوتبال وستون سوپر مار اشاره کرد.